# Metalimnophila simplicis
Metalimnophila simplicis är en tvåvingeart som först beskrevs av Alexander 1922.  Metalimnophila simplicis ingår i släktet Metalimnophila och familjen småharkrankar. Inga underarter finns listade i Catalogue of Life.